# Sassofono subcontrabbasso
Il sassofono subcontrabasso (o sassofono bordone) è un tipo di sassofono progettato da Adolphe Sax. Lo strumento non è stato mai impiegato in musica, ed esistono solo alcuni prototipi da esposizione, realizzati molto tempo dopo la progettazione. Sax chiamò questo strumento immaginario saxophone bourdon. Avrebbe dovuto essere uno strumento traspositore in Si bemolle, un'ottava sotto il sassofono basso e due ottave sotto il sassofono tenore.
Fino al 1999 non venne costruito nessun sassofono subcontrabbasso suonabile, se non due giganteschi sassofoni realizzati solo per essere esposti. Il più piccolo dei due (costruito a metà anni sessanta) può suonare note musicali, con assistenti che aprono e chiudono i tasti a causa dell'assenza di tastiera. Al mondo ne esistono sei esemplari.